# Reginald Chester
Reginald Alfred Chester (21 tháng 11 năm 1904 – 24 tháng 4 năm 1977) là một cầu thủ bóng đá người Anh thi đấu ở vị trí tiền đạo. Sinh ra ở Long Eaton, Derbyshire, ông thi đấu tại Football League cho Aston Villa, Manchester United, Huddersfield Town và Darlington.